# Tony May
Tony May és un fotògraf britànic, conegut per haver treballat conjuntament amb el dissenyador Storm Thorgerson, i per haver aportat fotografies per al disseny de diferents àlbums de la banda britànica Pink Floyd. Dels diferents àlbum i senzills de la banda ha participat en, en qualitat de fotògraf:
- Àlbums: The Dark Side Of The Moon, Delicate Sound of Thunder, Atom Heart Mother, Meddle, The Division Bell, Wish You Were Here, Relics, Pulse[3]
- Senzills i altres cd: High Hopes / Keep Talking, Coming Back to Life, What Do You Want from Me, A Collection Of Great Dance Songs, ...

També va col·laborar amb el teclista del grup Richard Wright en el seu àlbum en solitari Broken China.